# Курайлысайский сельский округ
Курайлысайский сельский округ — административно-территориальное образование в Акжаикском районе Западно-Казахстанской области.

## Административное устройство
1. село Аул Жубана Молдагалиева
2. село Атибек
3. село Сайкудук